# 沙特似鮪雅羅魚
沙特似鮪雅羅魚（学名：Thynnichthys sandkhol）为輻鰭魚綱鯉形目鲤科的其中一種，分布於亞洲印度馬哈維里河，克里希納河與戈達瓦裡河流域，體長可達46公分，屬雜食性，以藻類、浮游動物及甲殼動物等為食，可做為食用魚及養殖魚類。

## 扩展阅读
維基物種上的相關：沙特似鮪雅羅魚